# Веселёвский сельский округ
Веселёвский сельский округ — упразднённая административно-территориальная единица, существовавшая на территории Наро-Фоминского района Московской области в 1994—2006 годах.
Федюнькинский сельсовет был образован в первые годы советской власти. По данным 1919 года он входил в состав Вышегородской волости Верейского уезда Московской губернии.
27 февраля 1922 года в связи с упразднением Верейского уезда Вышегородская волость была передана в Можайский уезд.
В 1927 году из Федюнькинского с/с был выделен Курневский с/с.
В 1926 году Федюнькинский с/с включал деревни Курлово, Курнево, Новозыбинка, Редькино, Суслово и Федюнькино.
В 1929 году Федюнькинский сельсовет вошёл в состав Верейского района Московского округа Московской области. При этом к нему был присоединён Курневский с/с.
17 июня 1939 года к Федюнькинскому с/с были присоединены селения Веселёво и Паново (Наро-Фоминский район) упразднённого Пановского с/с, селение Редькино упразднённого Носовского с/с, а также селение Софьино Шустиковского с/с. Селение Курнево было передано из Федюнькинского с/с в Ефимовский с/с. Одновременно центр Федюнькинского с/с был перенесён в селение Новая Зыбинка, а сам сельсовет переименован в Новозыбинский сельсовет.
28 декабря 1951 года из Новозыбинского с/с в Пареевский сельсовет было передано селение Редькино. Одновременно из Ефимовского с/с в Новозыбинский было передано селение Курлово.
14 июня 1954 года Новозыбинский сельсовет был объединён с Архангельским и Ефимовским в Федюнькинский сельсовет.
3 июня 1959 года Верейский район был упразднён и Федюнькинский с/с вошёл в Наро-Фоминский район.
29 августа 1959 года из Федюнькинского с/с в Пареевский были переданы селения Архангельское, Васькино, Дубровка и Зубово.
22 апреля 1960 года из Федюнькинского с/с в Юрловский с/с Можайского района были переданы селения Заево, Кулаково, Курково, Ратово, Сухинино и Цыплино.
30 декабря 1962 года Наро-Фоминский район был упразднён и Федюнькинский с/с вошёл в Можайский сельский район.
14 января 1964 года к Федюнькинскому с/с были присоединены Благовещенский и Вышегородский сельсоветы. При этом центр Федюнькинского с/с был перенесён в селение Веселёво, а сам сельсовет переименован в Веселёвский сельсовет.
11 января 1965 года Веселёвский с/с был возвращён в восстановленный Наро-Фоминский район.
4 апреля 1973 года из Веселёвского с/с в Афанасьевский были переданы селения Васильево, Ивково, Колодези, Серенское и Сотниково. Одновременно из Веселёвского с/с в Симбуховский были переданы селения Волково, Каменка и Ястребово.
3 февраля 1994 года Веселёвский с/с был преобразован в Веселёвский сельский округ.
В ходе муниципальной реформы 2004—2005 годов Веселёвский сельский округ прекратил своё существование как муниципальная единица. При этом все его населённые пункты были переданы в сельское поселение Веселёвское.
29 ноября 2006 года Веселёвский сельский округ исключён из учётных данных административно-территориальных и территориальных единиц Московской области.